# Мануврие, Леонс Пьер
Леонс Пьер Мануврие (фр. Léonce-Pierre Manouvrier; 28 июня 1850[…], Гере — 18 января 1927, VI округ Парижа) — французский антрополог, анатом и физиолог; профессор Антропологической школы в Париже.

## Биография
Леонс Пьер Мануврие родился 28 июня 1850 года в городке Гере в семье дорожного инженера. Начал учебу в колледже родного города. Изучал медицину под руководством профессора Поля Пьера Брока и стал одним из продолжателей его школы.
Во время франко-прусской войны 1870—1871 гг. он добровольно вступил в армию и шесть месяцев служил во Второй армии Луары под командованием генерала Альфреда Шанзи; после войны Мануврие остался резервистом в качестве военного врача. 
В 1882 году Мануврие обратил на себя внимание учёного мира своей диссертацией: «О сравнительном количественном развитии головного мозга и различных частей скелета», в которой он доказывал, что при оценке величины мозга должен приниматься его вес по отношению к весу скелета или какой-либо кости его, например, бедренной или нижней челюсти. Следующая его монография, изданная в «Мемуарах Парижского антропологического общества», была продолжением тех же исследований: «Об истолковании (абсолютного и относительного) количества головного мозга». 
В дальнейших своих работах Мануврие явился достойным продолжателем Брока; целый ряд исследований его посвящен изучению с новых точек зрения различных вариаций в строении костяка и мозга у человека, с целью найти ближайшие физиологические причины характерных уклонений. Таковы его работы над платикнемией (сплющенной с боков формой большеберцовых костей), над загибом назад верхнего конца тибии (rétroversion de la tête du tibia), над платимерией (особым сплющением бедренной кости), над определением величины роста по длинным костям конечностей, над вариациями и аномалиями носовых костей, над некоторыми вариациями в развитии борозд на поверхности головного мозга и т. д. 

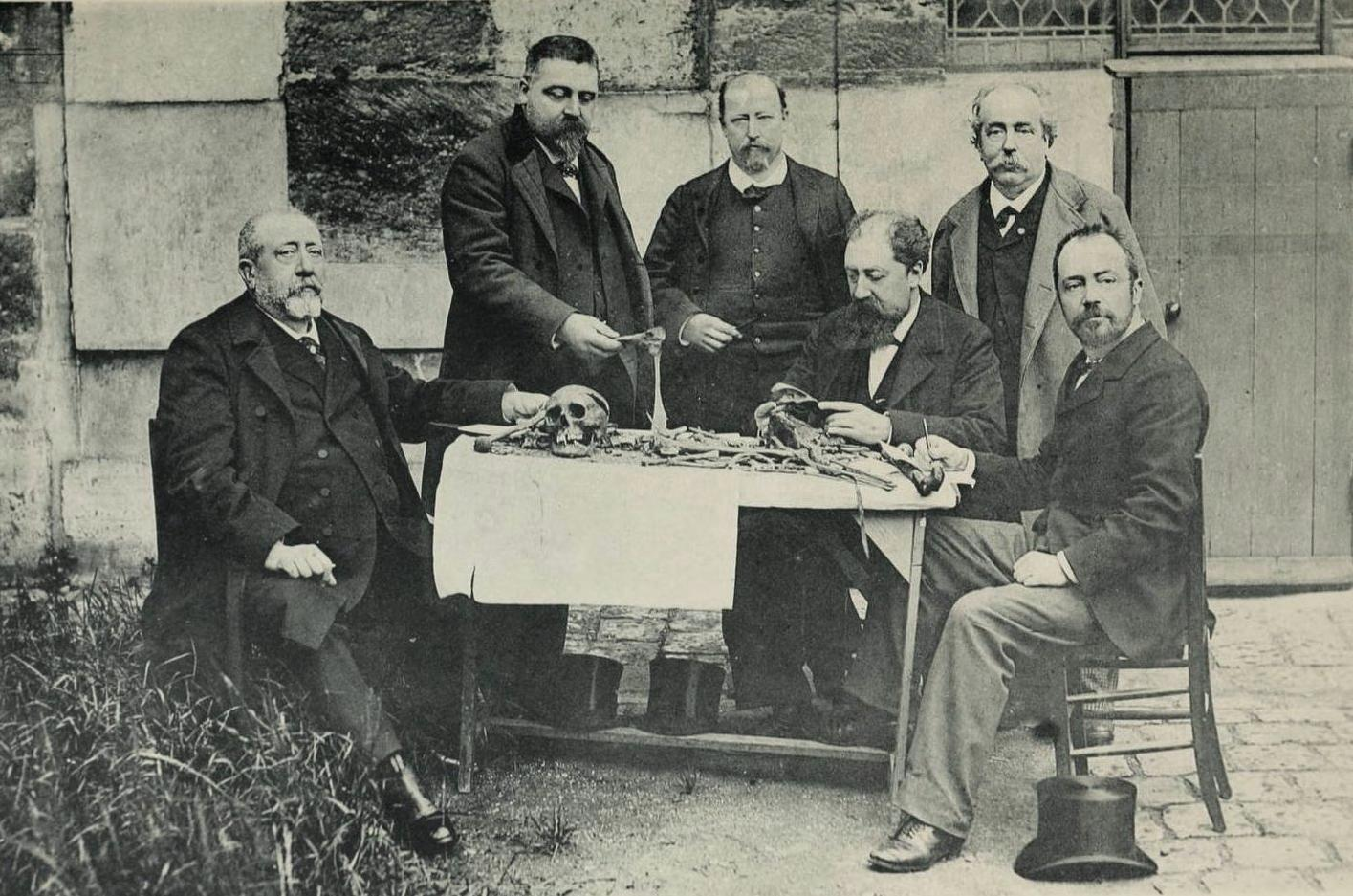
Мануврие среди коллег-учёных
(сидит на стуле справа)

Позднее он опубликовал большую работу о Pithecanthropus erectus — останках ископаемого питекантропа, найденные доктором Дюбуа на острове Ява. Почти все важные научные статьи Мануврие увидели свет в «Бюллетене» и «Мемуарах»  Парижского антропологического общества, генеральным секретарём которого он стал в 1900 году. 
Заведуя Парижской антропологической лабораторией, Мануврие обучал в ней приемам антропометрии и краниометрии.
Длительное время Мануврие переписывался с итальянским психиатром Чезаре Ломброзо о врождённой предрасположенности к преступлениям. Также он вёл споры со сторонниками теории «физической неполноценности женщин» и теории неполноценности некоторых рас.
Леонс Пьер Мануврие скончался 18 января 1927 года в столице Франции.
Вклад учёного в науку был отмечен орденом Почётного легиона.